# お元気ですか日本列島
『お元気ですか日本列島』（おげんきですか にっぽんれっとう）は、2003年9月29日から2013年3月21日までNHK総合テレビジョンで放送された報道・情報複合型生放送番組である。

## 概要と歴史

### 草創から発展、その後の度重なる縮小
当時の会長・海老沢勝二の発案で、民放のワイドショーに対抗する目的で日中はすべて生放送にする方針が決定され、それまで再放送枠で占めた午後の時間帯で放送を行うことになった。開始当初はベテラン・中堅アナウンサーを曜日制で起用したので『ラジオ深夜便』と比較するケースがあった。番組の核となる14時台「ぐるっとニュース」と16時台「ハツラツ道場」は衛星放送からの移植でまかなった。この番組の開始により、15時のニュースを2分拡大したほか、2004年度まで14時のニュースを内包して放送した。これに伴って、14 - 16時台に放送されたゴールデンタイム枠の再放送などは、深夜枠『ミッドナイトチャンネル』の1時台を中心に時間帯を変更した。
NHKの一連の不祥事に伴う改革（主に経費節減策など）の一環として、2005年10月3日以降の放送から16時台を廃止して再放送枠に戻した。この改編により、15時台・16時台に放送したコーナーの終了や、他の時間帯への移動などが行われた。さらにその半年後の2006年度からは15時台も廃止となり、14時台のみで「ぐるっとニュース」を核とした構成にするとともに、メインキャスターを1名だけに減らした。
最盛期は14:00から17:00までの3時間にもわたる長時間番組だったものが、最終的には14:05から14:54までの49分間の番組になった。
2008年度改編でテーマ曲・BGMを窪田ミナ作曲のものに一新した。2010年度から聴覚障害者のためにニュース番組の字幕放送を強化する一環としてリアルタイム字幕放送を実施する。
新聞のテレビ欄では、14時のニュースが独立した頃から番組名が『元気列島』と略して表記されるケースが多かった。

### 東日本大震災を受けて
2011年3月11日に発生した東北地方太平洋沖地震（東日本大震災）は、本番組の編成をも一変させることになる。当日は国会中継（第177回国会・参議院決算委員会・平成21年度決算決議）のため本番組は放送されていなかったが、その後、協会内で震災報道最優先の非常体制が敷かれたことから、長期間に渡って休止を余儀なくされた。
- 3月14日から18日まで総合テレビでは終日震災報道であった。
- 3月21日および4月4日から4月8日まで『被災者 いま訴えたいこと』（ひさいしゃ いまうったえたいこと）[注 2]を放送した。
- 3月22日から4月1日まで東北地方では震災関連の報道特別番組を、その他の地域では22日は別番組、23日から4月1日までは『第83回選抜高校野球大会』中継[注 3]をそれぞれ放送した[注 4]。
- 4月11日は震災1カ月関連ニュースを新年度担当の畠山智之進行により放送した。

再開したのは4月12日となり、翌年3月19日までの2011年度放送には、タイトルの前に『震災に負けない』（しんさいにまけない）というテーマ（キャッチフレーズ）を付けて放送した。状況が少し落ち着いた5月23日、セットと番組テーマ曲並びにBGM（作曲：Conisch）が一新された。また震災以降毎月11日若しくはその直近日における放送では、月命日の黙祷の様子を中継するケースが多いという事情もあり、通常は冒頭の10秒表示となっている時報スーパーが番組中常時表示された。2012年度は『震災に負けない』のフレーズこそ外されたが、引き続き震災関連の番組として位置づけられた。
震災の教訓を踏まえ、東京都渋谷区にある放送センターの機能が完全に失われた場合に備えて大阪放送局を非常時のキーステーションに位置付ける施策に伴い、2011年9月1日の放送は気象情報以外全て大阪から行われた。大阪からの放送は2012年5月11日から月1回の割合で制度化され、2012年度より『ニューステラス関西』キャスターを担当した横尾泰輔が進行した。
2012年の第94回全国高校野球選手権大会による休止期間後は、番組の核となっていた各地のニュースが大幅に削られ、代わって各放送局制作のニュースリポートを多く放送するケースが増えた。
2013年度改編に伴い、2013年3月21日の放送で番組が終了し、9年半にわたる長い歴史に幕を閉じる事になった。後番組は『情報まるごと』である。大阪発の放送については全国化する『ゆうどきネットワーク』に役割を譲り、『情報まるごと』は基本的に東京発とするという計画になったが、2013年5月30日から大阪からの放送が復活する。

## 放送時間の変遷
| ←自 期間 至→ | ←自 期間 至→ | 開 始 | 終 了 | 備 考                            |
| ------------ | ------------ | ----- | ----- | -------------------------------- |
| 2003.9.29    | 2005.3.22    | 14:00 | 17:00 |                                  |
| 2005.4.1     | 2005.9.27    | 14:05 | 17:00 | 内包していた14時のニュースを分離 |
| 2005.10.3    | 2006.3.10    | 14:05 | 16:00 | 16時台廃止                       |
| 2006.3.13    | 2009.3.19    | 14:05 | 14:55 | 14時台のみに                     |
| 2009.4.3     | 2013.3.21    | 14:05 | 14:54 |                                  |

- 祝日、年末年始、高校野球（選抜高等学校野球大会・全国高等学校野球選手権大会）の開催期間中は全面休止。※当日の試合が全て順延になった場合を含む。
- 国会中継時や大相撲[注 7]の本場所中は、休止または短縮放送。
- 2012年1月25日は、全豪オープンテニス男子・シングルスで錦織圭が日本人選手として快進撃を見せたことから、急遽アンディ・マレーとの準々決勝を生中継することを決めた結果、休止した[3]。

なお、番組開始当初から2005年9月まで北海道、東海地方、関西地方、福岡県は地域情報番組を放送したため、以下のように飛び降りが行われた。
|                | 北海道                                                        | 東海地方                                       | 関西地方                                             | 福岡県                                                                                              |
| -------------- | ------------------------------------------------------------- | ---------------------------------------------- | ---------------------------------------------------- | --------------------------------------------------------------------------------------------------- |
| 2003年10月から | 14:00 - 15:00（大相撲期間中・NHKワールドも同様）              | 14:00 - 16:45                                  | 14:00 - 16:00                                        | 平日 14:00 - 15:55                                                                                  |
| 2004年4月から  | 14:00 - 15:00（大相撲期間中・NHKワールドも同様）              | 14:00 - 16:45                                  | 14:00 - 16:00                                        | 14:00 - 15:45                                                                                       |
| 2004年10月から | 14:00 - 15:00（大相撲期間中・NHKワールドも同様）              | 『東海たまて箱』の終了に伴い、番組終了まで放送 | 14:00 - 16:00                                        | 14:00 - 15:45                                                                                       |
| 2005年4月から  | 14:05 - 15:45                                                 | 『東海たまて箱』の終了に伴い、番組終了まで放送 | 『4時です 上方倶楽部』の終了に伴い、番組終了まで放送 | 月曜から木曜 14:05 - 15:45 金曜 14:05 - 15:40                                                       |
| 2005年10月から | 『ほくほくテレビ』が17:10スタートとなったため番組終了まで放送 | 『東海たまて箱』の終了に伴い、番組終了まで放送 | 『4時です 上方倶楽部』の終了に伴い、番組終了まで放送 | 番組自体の時間短縮により終了まで放送、そのため『情報ワイド福岡いちばん星』は16:05スタートに繰り下げ |

NHKの国際放送であるNHKワールドでも番組開始当初から14時台のみ放送された。NHKワールドTVは2006年度いっぱいで放送を打ち切り、NHKワールド・プレミアムは2011年3月まで引き続き放送された。ただし、祝日や日本国内で国会中継の放送で番組休止となる場合は別番組に差し替えた。2011年3月9日放送分が国際放送における最後の放送となった。後枠はニュースの後、教育テレビ（現・Eテレ）の各番組の時差放送枠に充てられる。

## 番組構成
オープニング
冒頭で各地の表情を1か所紹介した後、司会のあいさつとともに今週のお便りテーマを紹介し、お便りを読む。
各地のニュース（2007年度までは『ぐるっとニュース』、2008年度以降はコーナータイトル無し）
- ロンドンオリンピックによる中断前は、全国の8基幹局（札幌・仙台・東京・名古屋・大阪・広島・松山・福岡）から女性キャスターがニュースを各局1本程度伝えた。
- BS1で放送していた『日本列島ふるさと発』を移設した。
- 放送順は決まっておらず、ニュースの重大性や緊急性によって毎日変わるランダム方式である。
- 正午のローカルニュースの内容が放送されることもある。
- 2008年度以降はコーナータイトルが無く、オープニングの後すぐに各地のニュースに入る。MLBやサッカーW杯など海外で活躍する日本人のニュースを取り上げることも多くなった。
- 2012年度に入ってからは枠が大幅に削られただけではなく、ニュース発信元の放送局から直接伝えることも多くなる。

ニュースリポート
前項各地のニュースの合間に放送される。基幹局・一般局の別を問わず、記者・アナウンサー（契約キャスター含む）のリポートから幾つかピックアップして放送する。ロンドンオリンピック後は各地のニュース枠が削られた代わりにほぼ毎日放送されるようになり、記者・アナウンサーのビデオ出演のほか、生中継でスタジオや現場から伝える場合もありその時は関東甲信越担当者がアシスタントとして聞き手に加わる。
ヘリコプター中継あるいはリポート
前項ニュースリポートの代わりに不定期で放送される。ヘリコプター中継ではカメラマンの名前が右下に表示されるが、この番組では顔も表示される。
ことばの宝船（月曜 - 木曜）
- 2012年9月までは「ことばおじさんの気になることば」であった。受信料値下げによるリストラで“ことばおじさん”こと梅津正樹がアナウンサーを完全退職となったことにより一新した。放送文化研究所から同年6月に急遽呼び戻された杉原満が“ことばの隠居”として登場し、主に言葉の語源や、流行語、誤用しやすい言葉などを取り上げる。
- 2010年度まで木曜は「アナウンサーの方言ファイル」として、NHKのアナウンサーが出身地の方言を紹介し、梅津がそれに解説を加えた。方言ファイルのない日は、単に各地の方言や古語を取り上げたり、「言葉クイズ」として梅津が出演者たちに問題を出した。
- 原則としてラジオ第1『つながるラジオ』内の同コーナーと同内容である。国会中継などで放送時間が短縮された場合、休止になることがある。

14時46分 私の思い（原則毎月11日）
2012年度開始。東日本大震災から1年が経過したことを踏まえ、震災の記憶を風化させてはならないという意味を込め、視聴者から募った手紙を紹介する。
日本列島 天気の旅
- NHKが日本各地に設置したおよそ400台のロボットカメラを使って各地の現在の表情を紹介する。
- 気象予報士がそれぞれの土地の気象情報をコメントしながら、奇数月は九州から、偶数月は北海道から紹介する。
- 概ね基幹局単位で各1カ所程度、毎回5ないし6カ所を順番に紹介していく。
- 以前はお便りの後に放送されたが、2010年度は順序を入れ替え、気象情報とシームレスになるよう設定された。

気象情報
お便り紹介→エンディング
- 毎回テーマを決めて視聴者から募集したお便りを紹介するコーナーである。NHKでは視聴者との双方向性を実現するため、生放送の番組ではFAXや電子メールを活用し、視聴者の声を番組内で紹介する手法を多く用いる。発展型として、伊東敏恵がサブ司会を務めたときは、お便りをくれた視聴者を訪ねる「お便りの旅」というコーナーもあった。
- 2008年度以降は司会、ことば担当者、気象予報士、関東甲信越のキャスターの4人でお便りを読むという形式がほとんどである。

14時台
- ことばおじさんのあの日あの時（不定期、2007年度）
- みんなのうたリクエスト（金曜のみ、2005年10月 - 2008年3月）
- 見たい聞きたい金曜日（金曜、2008年度 - 2010年度）[注 19]
週替わりで様々な企画を行う。著名人へのインタビューや、「もういちどみんなのうた」として昔の『みんなのうた』のアンコール放送を多くする。ほかに「天気の旅」や各地のニュースの特別編が放送されることもある。
- 震災から生まれた歌（金曜、2011年度）

15時台
- なるほどニュースQ&A
7分ほどのコーナー。 その時々で話題となっているニュースの注目点について、その分野に詳しいNHK解説委員が毎回登場し、イラストなどを用いながら解説する。「スタジオパークからこんにちは」の1コーナー、「暮らしの中のニュース解説」とほぼ同じ形式のコーナーとして誕生した。なお、北海道と九州地方ではこの時間は別番組を放送した。2005年10月からの番組改編で番組の放送時間が短縮されたことから、2005年9月27日放送分をもって終了した。
- みんなのうた
- シリーズ世界遺産100
- ふるさと伝言板（2005年4月 - 9月）
- 東京情報
- いきいき中継
各地の放送局のアナウンサーやリポーターが、各地の人の暮らしや食べ物、季節の風物詩などを紹介する。基本は生中継だが、放送予定日に国会中継などが入り放送できなかった場合には、収録が行われ、翌日以降に放送されることもある。開始当初は、毎日6分ほどの中継が2か所から行われたが、まもなく1か所だけとなった。その後、2004年10月からは中継の時間が20分間に拡大された。これは『ひるどき日本列島』の終了に伴い、地方の話題を紹介する20分ほどの生番組がなくなったための措置。
- あの街この町
およそ6分のミニ旅番組のコーナー。毎回アナウンサーやリポーターが町や地域を訪ねて、名所や食べ物、人々の暮らしなどを紹介。毎回NHKの地方局が制作を担当したが、それぞれの地方でローカル放送された旅番組を再編集して放送されることが多かった。
- アンコール特選情報
- 番組探険隊・お届け流行情報

16時台
- ハツラツ道場
衛星第2テレビで2003年4月 - 9月に放送されていた『元気一番 健康道場』が前身
- 今夜のおすすめ番組

## 出演者
メインキャスター
【東京発時】池田達郎 - 2012年4月3日から
【大阪発時】横尾泰輔 - 2012年5月11日から
気象情報
【東京発時】加藤祐子 - 2011年4月12日から
【大阪発時】岡本佐和子 - 2012年10月12日から
ことばの宝船
杉原満 - 2012年10月2日から
2012年度以降の大阪発放送は2012年5月11日、7月6日、10月12日、2013年1月25日である。最初の2回の気象情報は通常通り東京から加藤が伝えた。

### 各地のキャスター
担当者名の後ろの*印は当時アナウンサー、ほかは各放送局で採用の契約キャスター。
| ブロック   | 担当局 | 担当者      | 担当パターン           | 自局での担当番組                       | 備考                                              |
| ---------- | ------ | ----------- | ---------------------- | -------------------------------------- | ------------------------------------------------- |
| 北海道     | 札幌   | 寺門亜衣子* | （不明）               | ネットワークニュース北海道             |                                                   |
| 北海道     | 札幌   | 田所愛      | （不明）               | ネットワークニュース北海道             |                                                   |
| 北海道     | 札幌   | 戸口千秋    | （不明）               | ネットワークニュース北海道             |                                                   |
| 東北       | 仙台   | 遠藤育美    | 隔週月 - 水            | NHKニュースてれまさむね                | 東日本大震災後は宮城県内の 震災関連情報発信に特化 |
| 東北       | 仙台   | 渡辺友美    | 隔週月 - 水            | NHKニュースてれまさむね                | 東日本大震災後は宮城県内の 震災関連情報発信に特化 |
| 東北       | 仙台   | 飛田千鶴    | 主に木曜日             | ウィークエンド東北                     | 東日本大震災後は宮城県内の 震災関連情報発信に特化 |
| 東北       | 仙台   | 天明麻衣子  | 主に金曜日             | ひるはぴ サバトセーラ東北              | 東日本大震災後は宮城県内の 震災関連情報発信に特化 |
| 関東甲信越 | 東京   | 結野亜希    | 月～木、金に分け、交替 | NHK BSニュース                         | 2004年度までは松山局を担当                        |
| 関東甲信越 | 東京   | 倉見慶子    | 月～木、金に分け、交替 | NHK BSニュース                         |                                                   |
| 東海北陸   | 名古屋 | 辻本瑠美奈  | 随時交替               | ほっとイブニング                       |                                                   |
| 東海北陸   | 名古屋 | 北澤実季    | 随時交替               | ほっとイブニング                       |                                                   |
| 東海北陸   | 名古屋 | 浅岡理紗    | 随時交替               | ほっとイブニング                       |                                                   |
| 関西       | 大阪   | 松葉沙矢佳  | 隔週交替               | ニューステラス関西                     |                                                   |
| 関西       | 大阪   | 青柳万美    | 4週間おきに交替        | ニューステラス関西                     |                                                   |
| 関西       | 大阪   | 中嶋梓      | 4週間おきに交替        | ニューステラス関西・ウイークエンド関西 |                                                   |
| 中国       | 広島   | 黒崎瞳      | （不明）               | お好みワイドひろしま                   |                                                   |
| 中国       | 広島   | 奥村奈津美  | （不明）               | お好みワイドひろしま                   |                                                   |
| 中国       | 広島   | 斉藤翠      | （不明）               | お好みワイドひろしま                   |                                                   |
| 四国       | 松山   | 岡崎咲奈    | 隔週交替               | いよ×イチ                              |                                                   |
| 四国       | 松山   | 岡田留美    | 隔週交替               | いよ×イチ                              |                                                   |
| 九州沖縄   | 福岡   | 佐々木理恵  | 全日                   | 熱烈発信!福岡NOW                       |                                                   |

- 各ブロックごとに担当枠が伝統的に決まっているようである[独自研究?]。2008年度以降は、関東甲信越が『NHK BSニュース』キャスターの担当である以外はほぼ全て夕方ニュースの出演者となっており、特に東北と西日本各地はそのメインキャスターが主な担当となる。
- ほとんどのブロックは担当パターンを決めるが、九州沖縄は、以前から夕方のニュース番組キャスターが出演することが大半で、出演できない場合に限って、ほかのキャスターが代行する。2008年度以降、他の地域も同様の傾向となる。
- 関東甲信越のキャスターは、地域のニュースに加え、記者リポート、「見たい聞きたい金曜日」や「お便り紹介」などのコーナーアシスタントも務める。関東甲信越の4週間サイクルはBSニュースのそれに準じる。

### 震災関連ニュースキャスター
2011年度より、東日本大震災被災地の5県において、同地域所属のアナウンサー・キャスターが震災関連のニュースを伝える。
| 担当局 | 主な担当者                                                        |
| ------ | ----------------------------------------------------------------- |
| 青森   | 打越裕樹*、大坂敏久*、狩野史長*、松田雄偉*                        |
| 岩手   | 漆原輝*、酒匂飛翔*、高橋秀和*、宮島大輔*、村上由利子*、魚住優*    |
| 宮城   | 谷地健吾*                                                         |
| 福島   | 大橋信之*、岡崎太希*、澤岸隆幸*、羽隅将一*、若月弘一郎*、丸井汐里 |
| 茨城   | 岩野吉樹*、河村太朗*、芳賀健太郎*、森花子*、今野美由紀            |

- 岩手に関して、2012年度はほぼ村上で固定の傾向にあるが[注 21]、2012年度に岡山局から盛岡局に異動した魚住が出演する日もある。
- 福島に関して、当初は東京放送センターや大阪放送局などに所属するアナウンサーの応援登板があった（中野純一、中村淳平など）。その後は人事異動などでほぼ自局の人員で賄われるようになった。
- 宮城に関して、谷地は2009年度まで当番組の司会であった。2011年9月下旬以降からは、従前の各地のニュース東北エリア担当者に変更となった。

### 司会・気象情報
| 期間      | 期間      | 司会                | 司会              | 司会                       | 司会              | 司会                | 気象情報   |
| 期間      | 期間      | 月曜日              | 火曜日            | 水曜日                     | 木曜日            | 金曜日              | 気象情報   |
| --------- | --------- | ------------------- | ----------------- | -------------------------- | ----------------- | ------------------- | ---------- |
| 2003.9.29 | 2004.3.22 | 国井雅比古 伊東敏恵 | 桜井洋子 伊東敏恵 | 宮川泰夫 伊東敏恵          | 末田正雄 伊東敏恵 | 阿部渉 伊東敏恵     | 三ヶ尻知子 |
| 2004.3.31 | 2004.4.2  | 国井雅比古 伊東敏恵 | 桜井洋子 伊東敏恵 | 宮川泰夫 伊東敏恵          | 末田正雄 伊東敏恵 | 阿部渉 伊東敏恵     | 関嶋梢     |
| 2004.4.5  | 2004.4.23 | 国井雅比古 伊東敏恵 | 桜井洋子 伊東敏恵 | 宮川泰夫 末田正雄 伊東敏恵 | 末田正雄 伊東敏恵 | 阿部渉 伊東敏恵     | 関嶋梢     |
| 2004.4.26 | 2004.4.30 | 国井雅比古 伊東敏恵 | 桜井洋子 伊東敏恵 | 宮川泰夫 末田正雄 伊東敏恵 | 末田正雄 伊東敏恵 | 末田正雄 伊東敏恵   | 関嶋梢     |
| 2004.5.6  | 2005.4.1  | 国井雅比古 伊東敏恵 | 桜井洋子 伊東敏恵 | 宮川泰夫 末田正雄 伊東敏恵 | 町永俊雄 伊東敏恵 | 末田正雄 伊東敏恵   | 関嶋梢     |
| 2005.4.4  | 2006.3.22 | 宮川泰夫 伊東敏恵   | 桜井洋子 伊東敏恵 | 末田正雄 伊東敏恵          | 町永俊雄 伊東敏恵 | 国井雅比古 伊東敏恵 | 関嶋梢     |
| 2006.4.5  | 2007.6.1  | 武内陶子            | 武内陶子          | 武内陶子                   | 武内陶子          | 武内陶子            | 関嶋梢     |
| 2007.6.4  | 2008.3.21 | 岩槻里子            | 岩槻里子          | 岩槻里子                   | 岩槻里子          | 岩槻里子            | 関嶋梢     |
| 2008.4.8  | 2010.3.19 | 谷地健吾            | 谷地健吾          | 谷地健吾                   | 谷地健吾          | 谷地健吾            | 関嶋梢     |
| 2010.4.5  | 2011.3.9  | 坂本朋彦            | 坂本朋彦          | 坂本朋彦                   | 坂本朋彦          | 坂本朋彦            | 関嶋梢     |
| 2011.4.12 | 2012.3.19 | 畠山智之            | 畠山智之          | 畠山智之                   | 畠山智之          | 畠山智之            | 加藤祐子   |
| 2012.4.3  | 2013.3.21 | 池田達郎            | 池田達郎          | 池田達郎                   | 池田達郎          | 池田達郎            | 加藤祐子   |

- 2005年度までは曜日別に2人制、2006年度から2012年度までは1人制である。2004年度の水曜日は宮川と末田が交代で担当した。
- 制度変更前最後となった2006年3月22日の放送には、阿部を除くそれまでの歴代司会と武内が引き継ぎのため出演した。
- 関嶋と加藤は『首都圏ネットワーク』（18:30頃）の気象情報を兼務、関嶋は2006年度から『ゆうどきネットワーク』も兼務した。

気になることば
- 梅津正樹 - 2003年9月30日から2012年9月27日まで

ぐるっとニュース
- 最終回時点での他のブロックにおけるキャスターを務めた人物は除く。
- ＊はアナウンサー。
- 複数エリア担当の場合は最終担当地域に一括して情報掲載。

#### 定期担当
| ブロック   | 氏名         | 担当期間・パターン                                          |
| ---------- | ------------ | ----------------------------------------------------------- |
| 北海道     | 長岐こずえ   | 2007年3月まで、隔週                                         |
| 北海道     | 奥村朋子     | 2007年度                                                    |
| 北海道     | 涌井はるか   | 2006年度 - 2009年度                                         |
| 北海道     | 丁子はるか   | 2008年度 - 2009年度                                         |
| 北海道     | 玉村麻衣子   | 2008年度 - 2009年度                                         |
| 北海道     | 出田奈々＊   | 2010年度                                                    |
| 北海道     | 高橋麻美     | 2010年度                                                    |
| 北海道     | 白井恵子     | 2011年4月 - 2012年9月                                       |
| 北海道     | 千葉真澄     | 2011年度                                                    |
| 東北       | 熊崎友香     |                                                             |
| 東北       | 國井千絵     | 2006年3月22日まで                                           |
| 東北       | 高橋久美子   | 2006年度まで、火 - 木                                       |
| 東北       | 志賀留美子   | 2006年度まで                                                |
| 東北       | 一柳亜矢子＊ | 2008年3月21日まで                                           |
| 東北       | 山田典子     |                                                             |
| 東北       | 角宮英里     | 2008年度まで、主に隔週月・金                                |
| 東北       | 齋暢子       | 2008年度、主に火 - 木                                       |
| 東北       | 横山亜紀子   | 2007年度 - 2009年度                                         |
| 東北       | 菊池歩       | 2009年度 - 2011年度                                         |
| 東北       | 村田美紀     | 2010年度 - 2011年度                                         |
| 東北       | 土田優香     | 2011年度                                                    |
| 関東甲信越 | 佐治真規子   | 2003年9月 - 2004年3月                                       |
| 関東甲信越 | 伊藤和美     | 2003年9月 - 2004年9月                                       |
| 関東甲信越 | 浜野由起子   | 関西： 2003年9月 - 2004年9月 関東： 2004年10月 - 2005年10月 |
| 関東甲信越 | 目黒陽子     | 2004年10月 - 2006年3月22日                                  |
| 関東甲信越 | 栗本法子     | 2007年4月4日 - 2008年3月19日                                |
| 関東甲信越 | 平尾由希     | 2005年6月20日 - 2011年3月8日                                |
| 関東甲信越 | 斎藤綾乃     | 北海道： 2005年度まで 関東： 2006年4月10日 - 2011年2月18日  |
| 関東甲信越 | 島ひとみ     | 2011年4月13日 - 2012年3月19日                               |
| 関東甲信越 | 藤田真奈美   | 2011年4月14日 - 2012年3月19日                               |
| 東海北陸   | 菅純子       |                                                             |
| 東海北陸   | 青木由佳     |                                                             |
| 東海北陸   | 松原貴子     |                                                             |
| 東海北陸   | 前田朱由     | 2008年3月21日まで                                           |
| 東海北陸   | 小野田真由美 | 2007年度 - 2010年度                                         |
| 東海北陸   | 岩野留衣     | 2011年度                                                    |
| 関西       | 山田美鈴     |                                                             |
| 関西       | 朝山くみ     | 2005年度まで                                                |
| 関西       | 川﨑純子     | 2005年度まで                                                |
| 関西       | 石垣真帆     | 2006年4月 - 2008年3月21日                                   |
| 関西       | 高橋優子     | 2006年4月 - 2008年3月14日                                   |
| 関西       | 川谷伊代     | 2008年度 - 2009年度                                         |
| 関西       | 村田絵里     | 2010年度                                                    |
| 関西       | 中山奈奈恵   | 2011年度                                                    |
| 中国       | 蘭ゆかり     |                                                             |
| 中国       | 安納知里     |                                                             |
| 中国       | 石亀幸子     | 2005年度まで                                                |
| 中国       | 荒生暁子     | 2007年3月15日まで                                           |
| 中国       | 堀口典子     | 2006年度 - 2007年度                                         |
| 中国       | 山田一穂     | 2006年度 - 2007年度                                         |
| 中国       | 井上あさひ＊ | 2008年度、隔週                                              |
| 中国       | 山迫未紀子   | 2009年度 - 2011年度                                         |
| 中国       | 佐竹祐紀     | 2011年度                                                    |
| 四国       | 首藤奈知子＊ | 2005年度まで                                                |
| 四国       | 仙波紀子     | 2008年3月14日まで                                           |
| 四国       | 鈴木奈穂子＊ | 2006年4月 - 2008年3月21日                                   |
| 四国       | 横手久美子   | 2008年度、隔週                                              |
| 四国       | 髙島裕子     | 2007年度代役（5/1 - 2, 9/27など） - 2009年度                |
| 四国       | 田中紀英     | 2010年度                                                    |
| 四国       | 岡田千春     | 2011年度                                                    |
| 四国       | 上代真希     | 2011年4月19日 - 2012年3月19日                               |
| 九州沖縄   | 島袋彩子     | 2003年度後半                                                |
| 九州沖縄   | 小郷知子＊   | 2004年4月 - 2005年12月28日                                  |
| 九州沖縄   | 神田愛花＊   | 小郷離任まで代行 - 2007年3月20日                            |
| 九州沖縄   | 守本奈実＊   | 2006年度代行 - 2008年3月21日                                |
| 九州沖縄   | 野尻あかね   |                                                             |
| 九州沖縄   | 秋山千鶴     | 2008年度 - 2011年度                                         |
| 被災地     | 岡野暁＊     | 2011年度岩手                                                |
| 被災地     | 中山準之助＊ | 2011年度岩手                                                |
| 被災地     | 柏原愛里     | 2011年度福島                                                |
| 被災地     | 合原明子＊   | 2011年度福島                                                |

#### 臨時担当
北海道
- 登坂淳一＊ - 2011年8月17日・2012年11月27日（前者は泊発電所関連・後者は冬の爆弾低気圧関連)

東北
- 津田總一朗＊ - 2007年9月18日
- 比田美仁＊ - 盛岡局、2008年6月16日 - 20日（岩手・宮城内陸地震関連）

関東甲信越
- 斎藤洋一郎 - 当時新潟局※。2007年7月16日 - 20日（新潟県中越沖地震関連のニュース）

東海北陸
- 森山春香＊
- 小林千恵＊

関西
- 西堀裕美＊ - 2006年8月25日
- 野地俊二＊ - 2008年4月25日（JR福知山線脱線事故追悼式典関連のニュース）
- 真下貴＊ - 2011年9月1日（災害時緊急報道体勢の演習で、大阪放送局を拠点に放送した際の関西担当）
- 根岸昌史＊ - 2012年4月25日（JR福知山線脱線事故追悼式典関連のニュース）
- 山本美希＊ - 2012年5月11日

中国
- 高山哲哉＊ - 2012年5月16日

九州沖縄
- 米谷奈津子 - 2007・2008年度随時
- 渡邊佐和子＊ - 当時熊本局、2007年9月10日, 11日, 13日, 18日 - 20日
- 梶田温子 - 2008年6月30日

番組探検隊ほか
- 伊藤奈美
- 池崎美盤

### ハツラツ道場
| 道場主 - 黒沢保裕 - 2003年9月30日 - 2004年3月12日 - 徳田章 - 2004年4月5日 - 2005年3月11日 師範代 - 沼田靖子 - 2003年9月30日 - 2005年9月27日 - 石山愛子 - 2003年9月30日 - 2004年3月12日 - 添田尚子 - 2003年9月30日 - 2004年3月12日 - 佐藤まり江 - 2004年4月5日 - 2005年9月27日 | 道場破り - 2005年3月まで - タカアンドトシ（月曜日） - アンジャッシュ（火曜日） - スピードワゴン（水曜日） - 飛石連休（木曜日） 門弟 - 2005年4月 - 2005年9月 - コロンブス - かつみ♥さゆり - タイムマシーン3号 - 立川志の吉（現：立川晴の輔） |